# Tristram Stuart
Tristram Stuart (Londra, 1977) è uno scrittore e storico inglese.

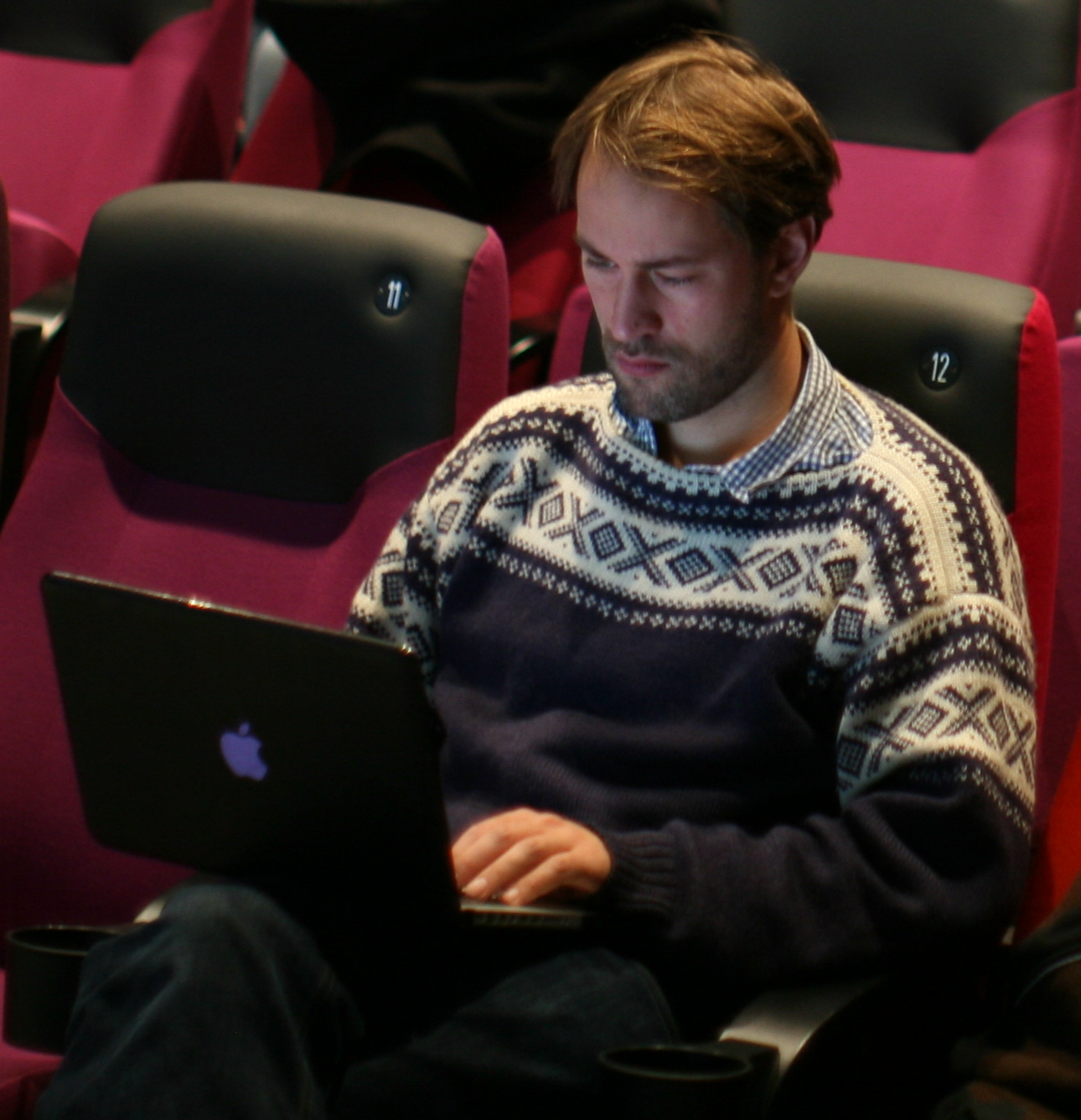
Tristram Stuart (2012)

Lecturer all'Università di Cambridge, ha vinto il Betha Wolferstan Rylands prize e il Graham Storey prize.
È autore di The Bloodless Revolution: Radical Vegetarians and the Discovery of India (pubblicato anche negli Stati Uniti con il titolo The Bloodless Revolution: A Cultural History of Vegetarianism From 1600 to Modern Times) e Waste: Uncovering the Global Food Scandal. In quest'ultima opera pone l'attenzione sul problema dello spreco alimentare e sulle sue soluzioni.
Nel 2009 ha organizzato "Feeding the 5000", a Trafalgar Square (Londra); un evento anch'esso finalizzato ad accrescere la consapevolezza sul tema degli sprechi alimentari.

## Opere
- Tristram Stuart, The Bloodless Revolution: A Cultural History of Vegetarianism From 1600 to Modern Times, W.W. Norton & Company, 2007, ISBN 978-0-393-05220-6.
- Tristram Stuart, WASTE:Uncovering the Global Food Scandal, Penguin Books, 2009, ISBN 978-0-14-103634-2.

Ed. italiana: Tristram Stuart, Sprechi. Il cibo che buttiamo, che distruggiamo, che potremmo utilizzare, Mondadori, 2009,  pp. 358 pp., ISBN 88-6159-379-8.